# 黑岩車站
黑岩車站（日语：／ Kuroiwa eki */?）是由北海道旅客鐵道（JR北海道）所經營的鐵路車站，位於日本北海道二海郡八雲町。本站是JR北海道函館本線沿線的無人車站，位於JR北海道函館支社的管理範圍。本站曾為函館本線的快速列車「鳶尾花」的停靠站。
站名源自於阿伊努語的「kunne-suma」或「kunne-sirar」（黑色岩石）的意譯。

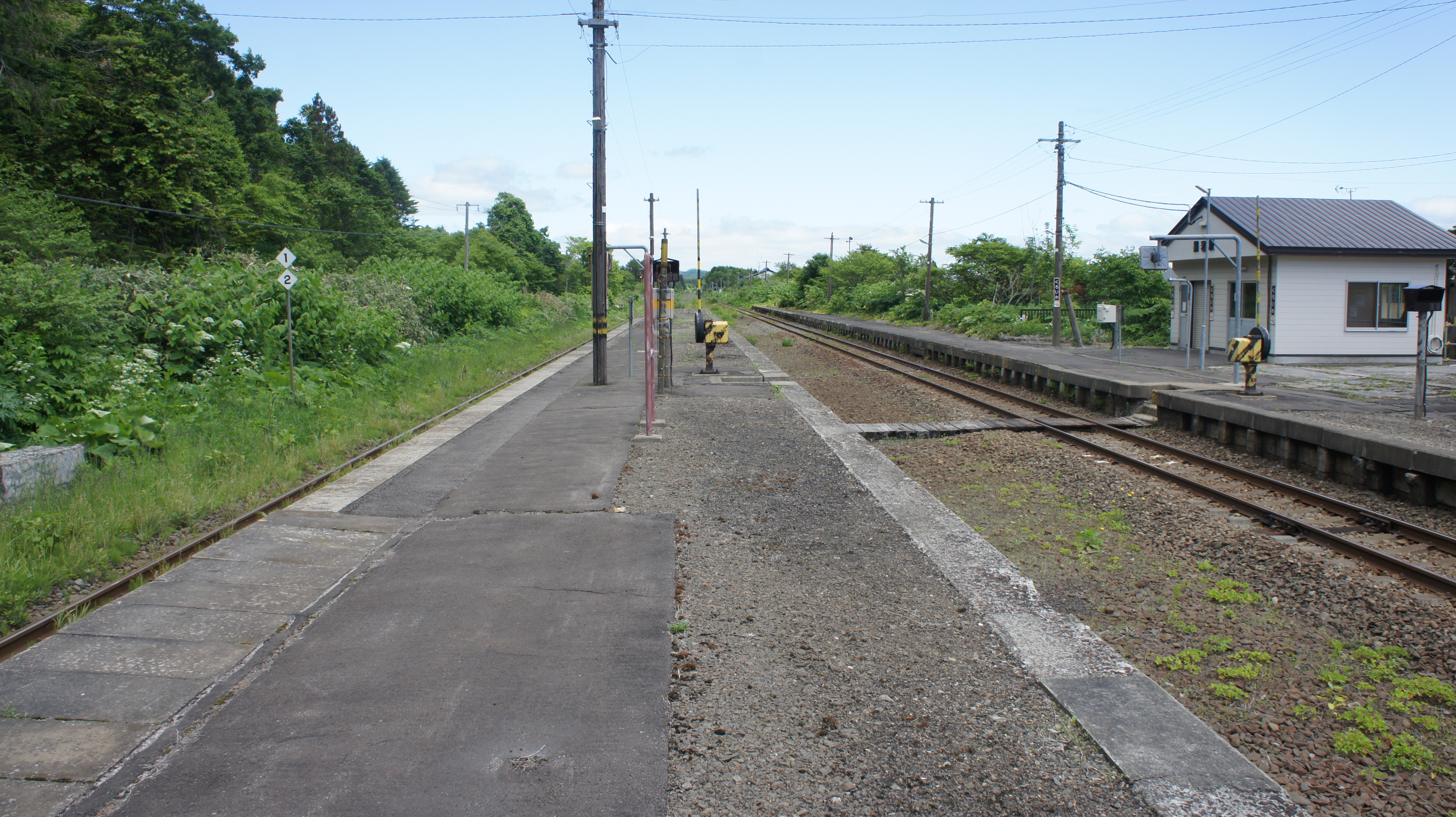
月台(2018年6月)

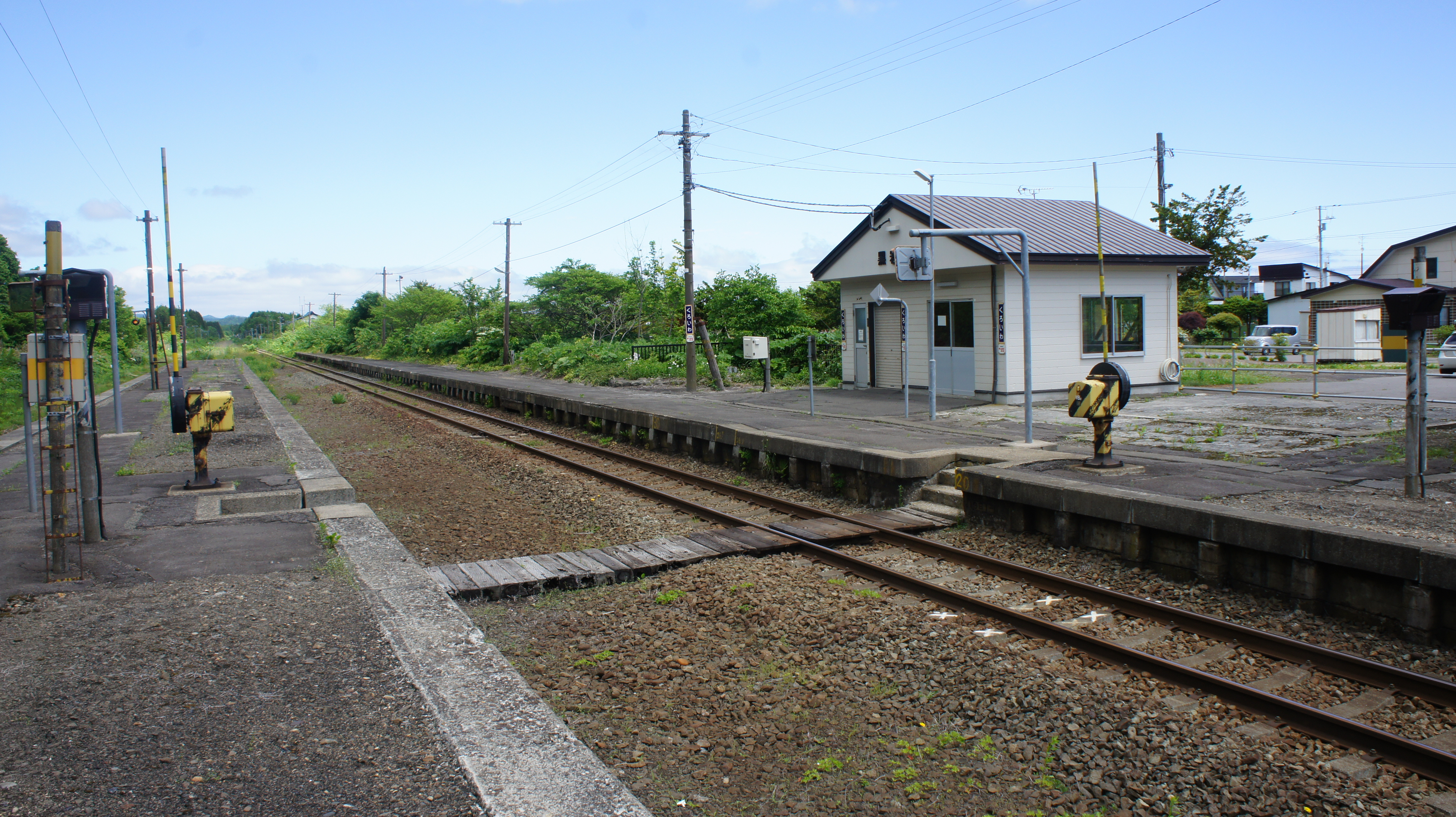
平交道(2018年6月)

## 車站結構
本站為設有2面2線月台的地面車站。過去是2面3線配線，後來廢除了中央的側線，依次是上行月台、上行正線、下行月台、下行正線並行的構造。月台中央設有站內平交道。

## 相鄰車站
北海道旅客鐵道（JR北海道）
■函館本線
■特急「北斗」
通過
■普通
山崎（H52）－黑岩（H51）－（北豐津信號場）－國縫（H49）

## 外部連結
- JR北海道 黑岩站 （页面存档备份，存于）（日語）